# Billie Jean
«Billie Jean» és una cançó funk disco de l'artista estatunidenc Michael Jackson.
Va ser escrita per Jackson i produïda per Quincy Jones per al sisè àlbum com a solista del cantant, Thriller, del 1982. Amb el directe de "Billie Jean", Michael Jackson oferia un dels seus més importants shows i escenografies dels seus concerts. Aquesta cançó, també avaluada com una de les millors de la història, compta amb una composició musical molt atractiva i melòdica. Un dels elements que fa tan potent i enganxosa aquesta cançó és probablement l'entrada de bateria tan característica i la seqüència de baix juntament amb una execució de teclats.

## Èxit i premis
Billie Jean va obtenir el número u durant 9 setmanes als Estats Units i també va ser número 1 al Regne Unit, Austràlia, Itàlia, Mèxic i Espanya. Va rebre dos premis Grammy en 1984, un d'ells en la categoria de millor cançó masculina.
La revista Rolling Stone la va posar en el lloc 58 de les 500 millors cançons de la història. La revista Blender la va col·locar com la millor cançó de la història. La revista Q Music la loco en el lloc 16 de les 100 millors cançons de tots els temps i en el primer lloc de les 40 millors cançons de la dècada dels vuitanta.

## Orígens
El biògraf J. Randy Taraborrelli promou la teoria que "Billie Jean" va ser derivada d'una experiència en la vida personal que el cantant va tenir prop de 1981. En els documents anomenats "The Magic & The Madness" es parla d'una jove que li va escriure una carta al cantant informant que era pare dels seus bessons. Jackson, que habitualment rebia cartes d'aquest tipus, mai la va conèixer i, per tant, la va ignorar. La mateixa jove va enviar més cartes a Jackson, al·legant que ella l'estimava i que volia estar amb ell. Ella també va expressar el feliç que seria si criessin els nens junts i li preguntava com podia ignorar a la seva pròpia carn i sang. Les cartes van pertorbar tant a Jackson que va patir diversos malsons.
Continuant amb les cartes, un dia Jackson va rebre un paquet que contenia una fotografia d'una fan, així com una carta i una pistola. Jackson, horroritzat, va llegir que havia d'acordar un determinat dia i hora per suïcidar-se. Ella faria el mateix (després de matar el seu nadó també), ja que, si no podien estar junts en aquesta vida, llavors seria en l'altra.
Per consternació de la seva mare, Jackson tenia la fotografia emmarcada i penjada per sobre de la taula del menjador de casa seva. Poc després, els Jacksons van descobrir que la fan havia estat enviada a un hospital psiquiàtric. En acabar es descobreix que tot va ser un engany.

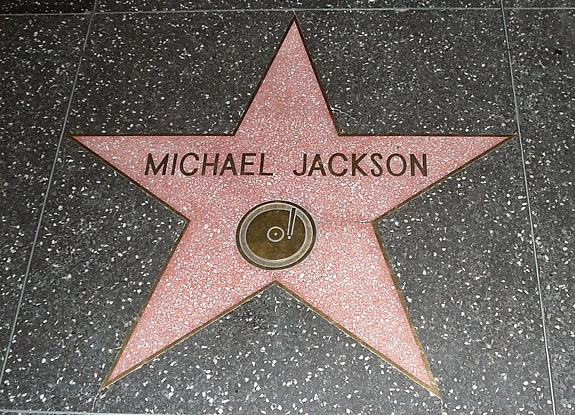
L'estrella de Jackson al Passeig de la Fama de Hollywood, col·locada el 1984, graciés al disc Thriller, on hi figurava la canço Billie Jean.

## Versions
Tant la cançó com el vídeo han estat versionats en molts llocs: 
- La cantant nord-americana Madonna va utilitzar un fragment de la lletra d'aquesta cançó per incorporar al seu gran èxit "Like a Virgin" durant el seu primer gira de concerts The Virgin Tour el 1985, perquè ja per aquestes èpoques tant Madonna com Michael Jackson començaven a ser rivals musicals. Novament en els seus concerts del Sticky & Sweet Tour amb l'O2, on igualment Michael Jackson començaria la seva gira, Madonna va utilitzar "Billie Jean" i "Wanna Be startin 'Something', en forma intermèdia de "Holiday", per retre homenatge mentre a les pantalles es mostrava una imatge de Michael de nen i un dels seus ballarins sortia vestit amb la típica Jaqueta amb lluentons, el seu barret i el seu guant mentre realitzava el famós "pas lunar" (Moonwalk).
- El cantautor brasiler Caetano Veloso va gravar el 1985 una versió de "Billie Jean" que va incloure en el seu disc Caetano Veloso, llançat el 1986 als Estats Units.
- En una seqüència del seu vídeo "Just Lose It", Eminem ridiculitza Michael Jackson i imita una altra seqüència del vídeo de "Billie Jean".
- En el vídeo de "Smooth Criminal", versió d'Alien Ant Farm, també es fa una referència al vídeo de "Billie Jean".
- La cançó apareix en el joc GTA Vice City, a la ràdio Flash FM.
- La cançó apareix en el capítol "El pare està boig" de Los Simpson. El boig que es creu Michael Jackson canta la cançó.
- Chris Cornell va realitzar una versió acústica de "Billie Jean" a Estocolm, durant una gira promocional de l'àlbum Revelations d'Audioslave. Una versió d'aquest tema s'inclou en el seu disc en solitari Carry On.
- David Cook va realitzar una interpretació d'aquesta cançó al programa American Idol.
- El trio acústic canadenc de swing / jazz The Lost Fingers compta amb una versió acústica de la cançó en el seu disc Lost in the 80's.
- Los Fabulosos Cadillacs van fer una versió acústica de "Billie Jean" a Puebla, durant el "Satànic Pop Tour 2009", un dia després de la mort de Michael Jackson, en homenatge a l'artista. També U2 va fer un breu homenatge de "Billie Jean" juntament amb altres cançons en la seva presentació a Barcelona.
- Westlife introduir el ritme i el cor de "Billie Jean" mentre cantaven la seva cançó "She's Back" vestint vestits similars als de Michael Jackson en el seu Tour Face to Face.
- Daddy Yankee fer una versió completa de Billie Jean (inclòs el ball) durant el seu recital al Orfeo Super Domo de Córdoba el 2009.
- En el joc Michael Jackson's MOONWALK d'Arcade, Sega Genesis i Sega Master System apareix els nivells i els crèdits del joc.
- Dies després de la mort del cantant l'agrupació Aventura va cantar aquesta cançó al Perú durant un concert, com a homenatge al recentment mort astre de la música. També el grup Amaral va cantar un fragment d'aquesta cançó com a homenatge en un concert a Mallorca.

## Actuació a Motown 25
El videoclip de la cançó mostrat en la MTV va ajudar a convertir-la en un gran èxit. El 25 de març de 1983, "Billie Jean" i Jackson van arribar a una audiència fins i tot superior quan ell va debutar amb la cançó davant una audiència en directe en el rodatge del tribut especial Motown 25: Yesterday, Today, Forever. Ajuntant-se amb els Jackson 5 per una barreja dels seus èxits, ell estava a l'escenari per a una actuació a soles espectacular. Vestit amb una jaqueta negra llampant, camisa platejada brillant, pantalons negres estrets i escurçats per mostrar els mitjons blancs amb lluentons i mocassins negres, i un sol guant de lluentons, que havia començat a fer servir durant els concerts amb els Jacksons el 1979 (en les seves actuacions posteriors canviaria la camisa platejada per una blanca i el guant de lluentons per un guant amb incrustacions de diamants, acomplint sempre una actuació similar). Jackson va assenyalar el començament de la seva rutina amb un moviment que passaria a ser una mena de marca registrada seva ajupint-se i encaixant a pressió un barret fedora negre al seu cap. Jackson va sincronitzar els llavis a la cançó i l'audiència es va aixecar als seus peus.
Va ser durant aquesta electritzant actuació quan Jackson també va debutar amb un moviment de dansa que ell havia descobert de joventuts negres de la ciutat i retocat per fer-lo distintiu. El "Backslide" va rebre un nou nom pels mitjans després de la interpretació de Jackson: Moonwalk. El pas s'ha convertit des de llavors en el moviment representatiu de Jackson, i és sinònim de la cançó. Aquest ball consisteix a caminar cap enrere de tal manera que sembla que un camina endavant.
Sobre la seva emissió el 16 de maig, més de 47 milions d'espectadors van ser testimonis de l'actuació de Jackson, i el resultat immediat van ser les vendes sense precedents del seu àlbum Thriller, que és l'àlbum més venut fins ara amb més de 109 milions de còpies venudes. El single "Billie Jean" va vendre més de 5 milions de còpies per tot el món i es va convertir en el single més venut dels llançats per Jackson.